# Kalmarkrieg

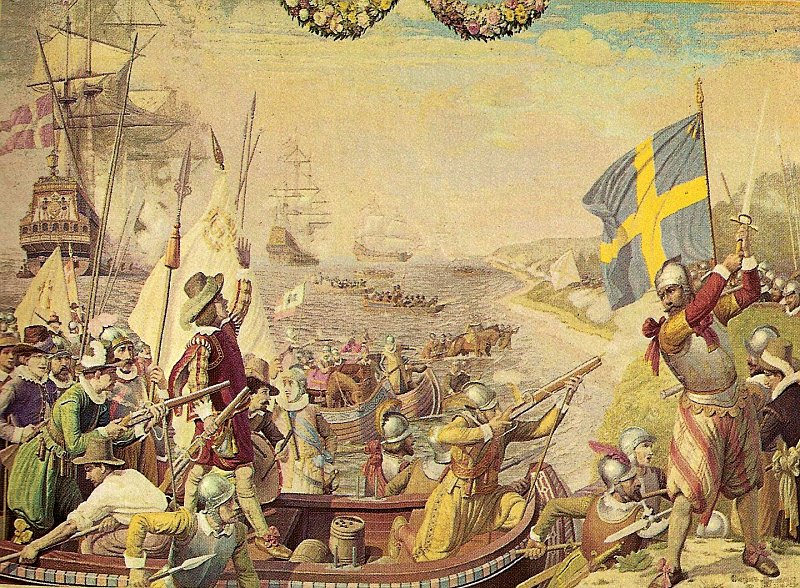
Kalmarkrieg

Der Kalmarkrieg (schwedisch Kalmarkriget) von 1611 bis 1613 war ein militärischer Konflikt zwischen den Königreichen Dänemark und Schweden. Nominell ging es dabei um den Titel „König der Lappen“, den sowohl der dänisch-norwegische König Christian IV. als auch der schwedische König Karl IX., zu dieser Zeit bereits mit Christine von Schleswig-Holstein-Gottorf verheiratet, für sich beanspruchten (bereits seit 1607 trieb Karl IX. daher in der Finnmark Steuern ein). Tatsächlich waren wirtschaftliche Interessen ausschlaggebend, denn der Handel mit Fisch und Fellen aus der von beiden Ländern beanspruchten Finnmark im Norden Skandinaviens war höchst einträglich. Ein weiterer Grund war das Streben von Christian IV. wie von Karl IX. nach der Vorherrschaft im Ostseeraum.
Nachdem Karl IX. Verhandlungen über die strittigen Fragen abgelehnt hatte, erklärten sich beide Staaten gegenseitig den Krieg.
Nach dem Tod Karls IX. im Oktober 1611 wurde der Krieg durch den erst 17-jährigen Thronfolger Gustav II. Adolf fortgesetzt, der zu diesem Zeitpunkt bereits eine hervorragende militärische Ausbildung genossen hatte.
Im Mai 1612 gelang es den überwiegend aus deutschen Söldnern bestehenden dänischen Truppen, die Festung Älvsborg (dänisch Elfsborg) am Göta älv und damit den einzigen Zugang Schwedens zum Kattegat einzunehmen; im August wurde Kalmar besetzt. Im gleichen Jahr brannten schwedische Truppen die damals noch dänische Stadt Vä (dänisch: Væ) in Schonen nieder.
Durch die Vermittlung Englands und der Niederlande wurde am 20. Januar 1613 der Frieden von Knäred geschlossen. Schweden musste die Finnmark an Dänemark abtreten. Zwar erhielt es Kalmar zurück, musste jedoch bis 1618 eine Million Taler Entschädigung an den dänischen König Christian IV. zahlen. Bis zur endgültigen Bezahlung im Jahre 1619 blieb die Festung Älvsborg in dänischer Hand.